# سیف احمد الغریر
سیف احمد الغریر (به عربی: سيف أحمد الغرير) کارآفرین، سرمایه‌دار و بازرگان اماراتی است، که در سال ۱۹۶۰ گروه الغریر را تأسیس نمود.
الغریر در سال ۲۰۱۴ با دارایی خالص ۳٫۴ میلیارد دلار از سوی مجله فوربز به‌عنوان سومین فرد ثروتمند امارات شناخته شد.